# Vicenç de Lerins
Vicenç de Lerins —Vicentius Lirinensis— (nord de la Gàl·lia, segle v - illa de Lerins, c. 450), anomenat així pel Monestir de Lerins on era prevere, fou un eclesiàstic i monjo, autor eclesiàstic franc. És venerat com a sant per les esglésies catòlica i ortodoxa (24 de maig). De la seva vida no se sap gaire; la principal font és De viris illustribus de Gennadi de Marsella. Era germà de sant Llop de Troyes i fill d'Eparqui, noble franc de Toul. Va ingressar com a monjo al monestir de Sant Honorat de l'illa de Lerins. Va morir entre el 435 i el 450.

## Obra
La seva fama deriva d'un tractat contra les heretgies, compost tres anys després del Concili d'Efes del 434 i que porta per títol Commonitorium pro Catholicae fidei antiquitate et universitate adversus profanas omnium Haereticorum novitates, que segons Gennadi de Marsella es va dir inicialment Peregrini adversus Haereticos (Contra els heretges, de Pelegrí), ja que l'autor va signar-lo amb el pseudònim Peregrinus.
Havia adoptat postures semipelagianistes i s'oposava a la doctrina d'Agustí d'Hipona, segons allò que tots els homes han cregut en algun moment ha d'ésser veritable. També mostra punts de contacte amb Joan Cassià o Faust de Riés, llavors abat de Lerins.
Les Obiectiones Vincentianae s'han perdut i només se'n coneixen els fragments refutats per Pròsper.